# Mickaëlla Cardia
Pour les articles homonymes, voir Cardia.
Mickaëlla Cardia (née le 16 mars 2000 à Marseille) est une footballeuse franco-Turc évoluant au poste d'attaquante pour Le Havre AC.

## Biographie

### Enfance et études
Née à Marseille, elle grandit dans la cité de La Busserine, dans les quartiers Nord de la ville. Scolarisée à l'INSEP, elle obtient le bac STMG en 2018.

### Carrière en club
Après avoir joué dans différents clubs de sa ville natale de Marseille avec les garçons au poste de défenseur, elle passe des détections au poste d'attaquant en district et en Ligue régionale. Mickaëlla Cardia rejoint en 2014  l'Olympique de Marseille ainsi que l'INSEP en 2015. Elle fait sa première apparition en équipe première de l'OM le 21 février 2016 contre Claix Football en deuxième division ; les Olympiennes terminent championnes cette saison-là. Elle devient vraiment intégrée à l'équipe première lors de la saison 2017-2018 avec 17 apparitions en première division, qui se conclut sur une relégation. Elle devient ensuite une membre notable de l'équipe, comptant 15 titularisations en deuxième division lors de la saison 2018-2019 qui se termine sur une montée en première division. Après une saison de première division où elle joue 11 matchs, ponctuée par une nouvelle relégation, Mickaëlla Cardia rejoint les Girondins de Bordeaux à l'intersaison 2020. Elle marque son premier but en Coupe d'Europe lors de son premier match contre le VfL Wolfsburg au deuxième tour de qualification aller de la Ligue des champions 2021-2022.
Après 3 saisons en Gironde, Mickaëlla Cardia rejoint à l'intersaison 2023 Le Havre AC.

### Carrière internationale
Mickaëlla Cardia compte 6 sélections et 2 buts en équipe de France des moins de 16 ans en 2016, 12 sélections et 4 buts en équipe de France des moins de 17 ans de 2016 à 2017 (dont trois matchs de poule du Championnat d'Europe féminin de football des moins de 17 ans 2017) et 15 sélections et 6 buts en équipe de France des moins de 19 ans de 2017 à 2019. Elle se distingue par un geste technique lors d'un match des moins de 19 ans en Sud Ladies Cup le 10 mai 2019 contre Haïti, en faisant un contrôle en coup du foulard en pleine course, qui devient viral sur les réseaux sociaux,,.

## Palmarès
Olympique de Marseille
- Championnat de France de deuxième division
  - Championne : 2016
  - Vice-championne : 2019